# Mariä Himmelfahrt (Marktoffingen)

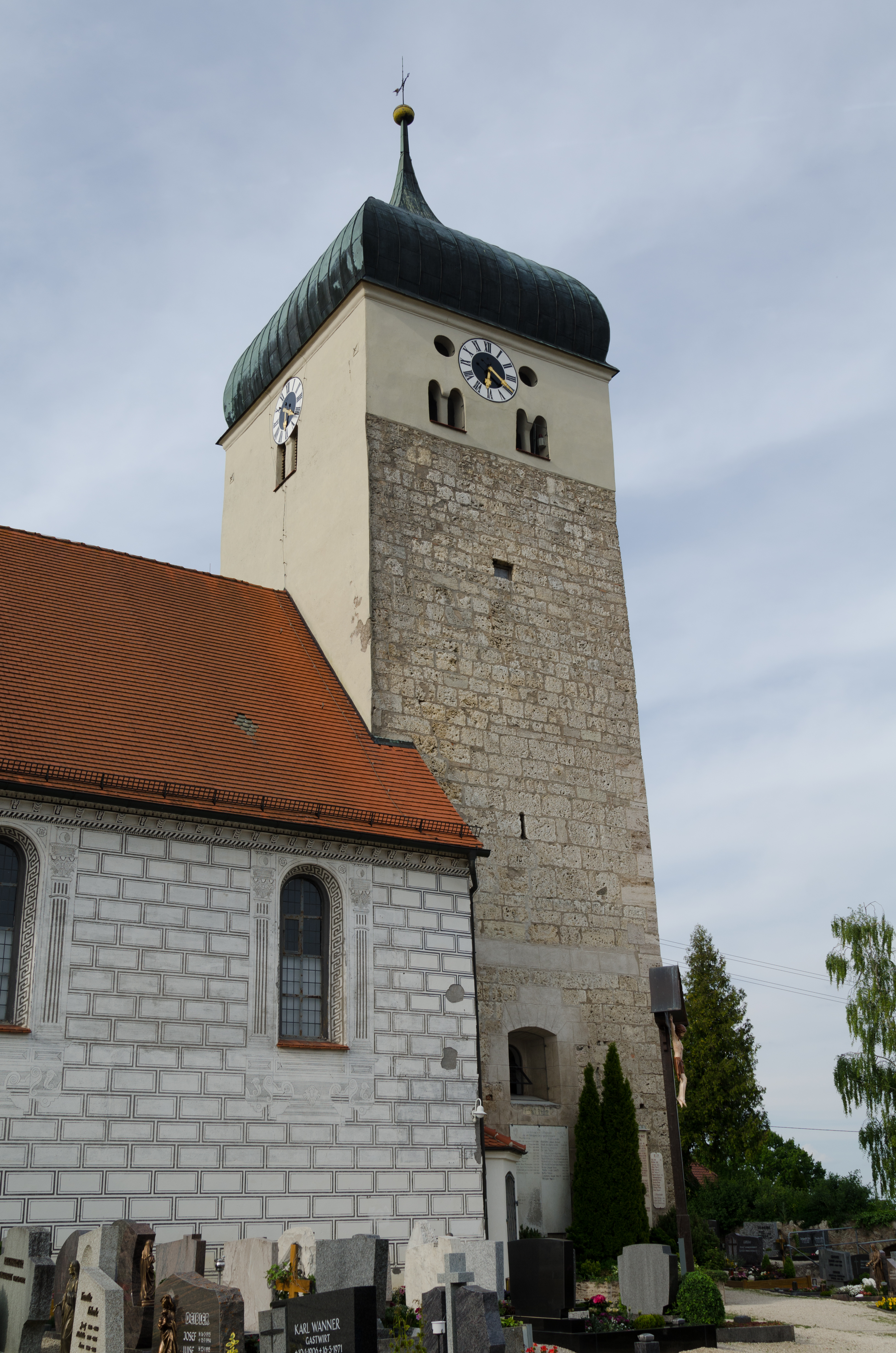
Mariä Himmelfahrt in Marktoffingen

Die römisch-katholische Pfarrkirche Mariä Himmelfahrt steht in Marktoffingen im schwäbischen Landkreis Donau-Ries von Bayern. Das Bauwerk ist in der Liste der Baudenkmäler in Marktoffingen als Baudenkmal unter der Nr. D-7-79-177-5 eingetragen. Die Kirche gehört zum Dekanat Nördlingen des Bistums Augsburg.

## Beschreibung
Die Saalkirche besteht aus einem Chorturm aus unverputztem Quadermauerwerk, der im Kern am Ende des 12. Jahrhunderts errichtet wurde. An ihn wurde um 1600 das Langhaus nach Westen angebaut, dessen Putz als Läuferverband bemalt ist. Gleichzeitig wurde dem Chorturm ein verputztes Glockengeschoss aufgesetzt, das neben dem Glockenstuhl auch die Turmuhr beherbergt, und mit einer Zwiebelhaube bedeckt. 1774 wurde das Langhaus nach Westen verlängert und die Sakristei an der Nordwand des Chorturms erneuert. 
Der Innenraum des Langhauses ist mit einer Flachdecke überspannt, der des Chors, d. h. das Erdgeschoss des Chorturms mit einem Kreuzrippengewölbe. Georg Strobel schuf 1762 zwei Gemälde über die Anbetung der Könige und die Anbetung der Hirten.